# Benoît Besson
Pour les articles homonymes, voir Besson.
Benoît Besson, né le 14 septembre 1876 à Pomeys (Rhône) et mort le 23 juillet 1969 dans le 17e arrondissement de Paris, est un officier général français.  
Il commanda le groupe d’armées no 3 lors de la bataille de France en 1940.

## Biographie
Il est le fils de Benoît Besson (1829-1905), propriétaire cultivateur, maire de Pomeys de 1861 à 1882 et de Marie Durand (1838-1892),. Son frère aîné est le colonel Antoine Besson (1857-1947),. Benoît Besson est aussi l'oncle maternel d'Antoine Pinay (1891-1994), homme d'État.
Benoît Besson se marie le 29 octobre 1901 à Salon-de-Provence avec Marie Caroline Mense (1882-1963). Il est père de deux enfants.
Lui et son état-major se rendirent après le 25 juin 1940 alors que les unités allemandes de Panzer avaient atteint la frontière suisse et coupé la ligne Maginot du reste de la France.

## Carrière militaire
Chronologie de sa carrière militaire,,
- 1895 : Passe et réussi le concours d'admission à l'École spéciale militaire de Saint-Cyr[10].
- 31 octobre 1896 : Entre à l'École de Saint-Cyr (Promotion Première des Grandes Manœuvres)[11].
- 17 septembre 1898 : Sort 11e de sa promotion sur 520 élèves.
- 1er octobre 1898 : Promu sous-lieutenant au 4e régiment de zouaves.
- 1er octobre 1900 : Promu lieutenant.
- 4 mai - 9 juillet 1905 : Stage aux 6e et 13e régiments d'artillerie.
- 4 août - 6 octobre 1905 : Stage au 4e régiment de chasseurs d'Afrique.
- 23 octobre 1905 - 22 octobre 1907 : Suit les cours de l'École supérieure de guerre.
- 9 novembre 1905 : Passé au 90e régiment d'infanterie (détaché de l'École supérieure de guerre).
- 26 décembre 1905 : Promu lieutenant de 1re classe.
- 14 août 1907 : Passé au 99e régiment d'infanterie (détaché de l'École supérieure de guerre).
- 22 octobre 1907 : Breveté d'état-major.
- 23 octobre 1907 - 22 octobre 1909 : Stage à l'État-major du 14e corps d'armée.
- 23 juin 1908 : Promu capitaine au 52e régiment d'infanterie.
- 13 août - 12 septembre 1908 : Stage au 6e régiment d'artillerie de campagne.
- 8 - 9 septembre 1909 : Stage au 2e régiment de dragons.
- 22 octobre 1909 : Passé au 24e bataillon de chasseurs alpins.
- 24 avril 1912 : Passé à l'État-major du général Galliéni, membre du Conseil supérieur de la guerre.
- 13 mai 1914 : Passé à l'État-major du général Lanrezac, membre du Conseil supérieur de la guerre.
- 25 décembre 1914 : Promu chef de bataillon.
- 11 décembre 1915 : Passé au 61e régiment d'infanterie.
- 22 mars 1916 : Passé à l'État-major de la 5e armée.
- 11 janvier 1917 : Promu lieutenant-colonel.
- 18 août 1917 : Nommé commandant par intérim du 4e régiment de zouaves.
- 31 mars 1918 : Nommé chef d'État-major du 8e corps d'armée.
- 28 juin 1918 : Promu colonel.
- 15 juin 1919 : Nommé chef d'État-major du 15e corps d'armée.
- 22 juillet 1922 : Affecté au 141e régiment d'infanterie.
- 21 décembre 1926 : Promu général de brigade.
- 9 février 1927 - 5 janvier 1931 : Commandant de la 58e brigade d'infanterie.
- 4 février 1931 : Promu général de division.
- 1931 - 1933 : Commandant de la 15e division d'infanterie.
- 12 décembre 1933 : Promu général de corps d'armée.
- 12 décembre 1933 - 25 février 1936 : Commandant du 16e corps d'armée.
- 25 mai 1936 - 8 juillet 1937 : Commandant de la région militaire de Paris.
- 8 juillet 1937 : Promu général d'armée.
- 8 juillet 1937 - 2 septembre 1939 : Membre du Conseil supérieur de la guerre.
- 3 septembre - 16 octobre 1939 : Commandant de la 6e armée.
- 16 septembre - 16 octobre 1939 : Commandant du Théâtre d'opérations du sud-est (TOSE) - Armée des Alpes.
- 22 octobre 1939 - 25 juin 1940 : Commandant du groupe d’armées no 3.
- 1940 : Inspecteur des 13e et 16e régions militaires.
- 28 juillet 1940 - 20 janvier 1943 : Directeur du Service des prisonniers de guerre[12],[13].
- 20 août 1940 : Mis en position de retraite.

## L'appel du général Besson
Le 17 juin 1940, après l'annonce prématurée d'un armistice, le général Besson lance au soir à ses hommes qui se battent alors sur le Cher et la Loire : « Il n'y a ni armistice, ni suspension d'armes. La bataille continue. ».

## Décorations

### Décorations françaises
- Grand-croix de la Légion d'honneur (16 novembre 1942), remise le 15 décembre 1942 par le maréchal Pétain à Vichy[15],[16].
  -  Grand officier de la Légion d'honneur (30 décembre 1936), remise le 23 janvier 1937 par le maréchal Franchet d'Espèrey dans la cour d'honneur des Invalides[17].
  -  Commandeur de la Légion d'honneur (10 juillet 1931).
  -  Officier de la Légion d'honneur (10 juillet 1920).
  -  Chevalier de la Légion d'honneur (10 avril 1915).
- Croix de guerre 1914–1918 (4 palmes de bronze et 1 étoile de vermeil).

### Décoration étrangère
- Officier du Nichan Iftikhar, remis par le bey de Tunis (Tunisie).